# Distretto di Kutno
Il distretto di Kutno (in polacco powiat kutnowski) è un distretto polacco appartenente al voivodato di Łódź.

## Geografia antropica

### Suddivisioni amministrative
Il distretto comprende 11 comuni.
- Comuni urbani: Kutno
- Comuni urbano-rurali: Krośniewice, Żychlin
- Comuni rurali: Bedlno, Dąbrowice, Krzyżanów, Kutno, Łanięta, Nowe Ostrowy, Oporów, Strzelce